# ریوسوکه ساگاوا
ریوسوکه ساگاوا (ژاپنی: 佐川 亮介؛ زادهٔ ۷ ژوئیهٔ ۱۹۹۳) یک بازیکن فوتبال اهل ژاپن است.
از باشگاه‌هایی که در آن بازی کرده‌است می‌توان به باشگاه ورزشی یوکوهاما اشاره کرد.